# Maria Köstlinger

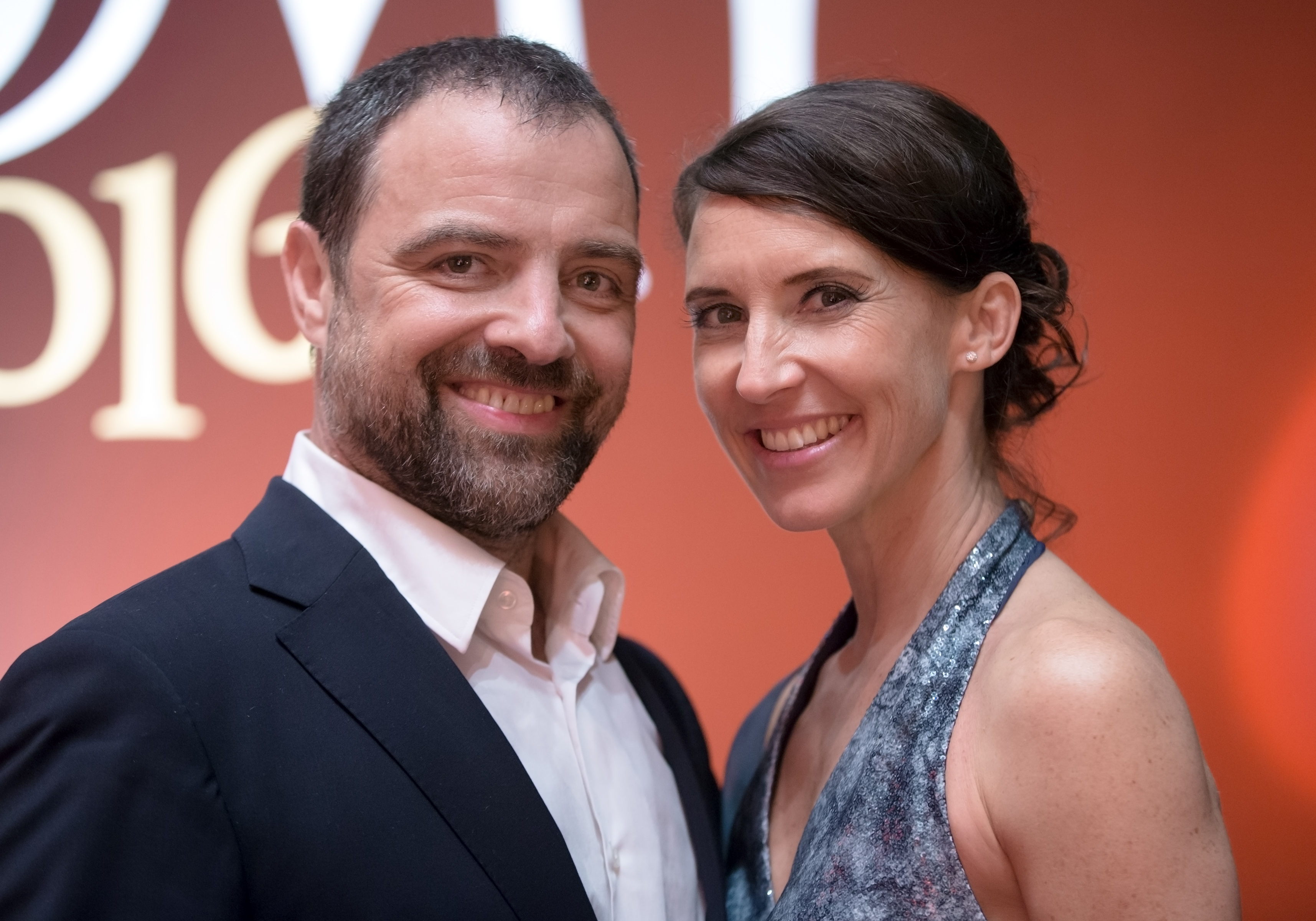
Maria Köstlinger und Juergen Maurer (2016)

Maria Köstlinger (* 6. Juli 1972 in Stockholm, Schweden) ist eine österreichische Schauspielerin.

## Leben
Maria Köstlinger ist die Tochter des Tenors Josef Köstlinger und seiner schwedischen Frau Kerstin. Aufgewachsen ist sie in Salzburg, wohin die Familie übersiedelte, als Köstlinger zwei Jahre alt war.
Köstlinger spielte im „Theater V.I.T.R.I.O.L.“ bei Doris Harder und nahm von 1988 bis 1993 Schauspielunterricht in Wien. 1994 wurde sie vom Salzburger Landestheater engagiert. Seit 1996 ist sie Mitglied im Ensemble des Theaters in der Josefstadt, wo sie unter der Regie von Klaus Rohrmoser in Barfuß im Park von Neil Simon debütierte. Unter der Regie von Peter Stein trat sie in dessen Inszenierung von Der Alpenkönig und der Menschenfeind von Ferdinand Raimund bei den Salzburger Festspielen auf.
1997 heiratete Köstlinger den Schauspieler und Regisseur Karlheinz Hackl, sie hat mit ihm eine Tochter. Karlheinz Hackl starb am 1. Juni 2014.
Seit 2016 ist sie mit ihrem Schauspielkollegen Juergen Maurer liiert.
Im Jahr 2011 wurde sie als beste Schauspielerin für den Nestroy-Theaterpreis nominiert.

## Theater (Auswahl)
- 1994: Eve in „Der zerbrochne Krug“
- 1996: Salchen in „Der Alpenkönig und der Menschenfeind“
- 1996/98: Corie in „Barfuß im Park“; Viola in „Was ihr wollt“; Silvia in „Spiel von Liebe und Zufall“; Elisabeth in „Glaube, Liebe, Hoffnung“; Christina in „Christinas Heimreise“: Spielansager in „Jedermann“ (Salzburger Festspiele)
- 1999: Fee Cheristane/Amalie in „Der Verschwender“ (Nestroy-Nominierung Beste Nebenrolle)
- 2000: Helene Altenwyl in „Der Schwierige“
- 2001: Clarisse in Musils „Der Mann ohne Eigenschaften“, für das Theater bearbeitet von Jürgen Kaizik
- 2002: Julie in „Liliom“
- 2003: Cornelia Steinweg in „Ausgeliefert“
- 2004: Fräulein Else
- 2005: Titelrolle in Nora oder Ein Puppenheim von Henrik Ibsen (Regie Karlheinz Hackl)
- 2008: Anna in Der jüngste Tag von Ödön von Horváth, Theater in der Josefstadt
- 2010: Natalja Petrowna Ein Monat auf dem Lande, Theater in der Josefstadt
- 2011: Una in Blackbird, Theater in der Josefstadt
- 2012: Fanny Wilton in John Gabriel Borkman, Theater in der Josefstadt
- 2012: Hedda in Hedda Gabler, Theater in der Josefstadt
- 2013: Gabriella in Wie im Himmel, Theater in der Josefstadt
- 2020: Sie in Gemeinsam ist Alzheimer schöner, Theater in der Josefstadt[2]

## Filmografie
- 1996: Mein Opa und die 13 Stühle
- 2001: Kommissar Rex
- 2001: Sinan Toprak ist der Unbestechliche – Das Glück dieser Erde
- 2003: Ausgeliefert
- 2003: Jetzt erst Recht!
- 2004: SOKO Kitzbühel (2 Folgen)
- 2004: Silentium
- 2004: SOKO Köln – Frau im Fadenkreuz
- 2005–2008: Mutig in die neuen Zeiten (Fernsehreihe)
  - 2005: Im Reich der Reblaus
  - 2006: Nur keine Wellen
  - 2008:  Alles anders
- 2006: Tatort: Tödliches Vertrauen
- 2006–2008: Der Winzerkönig
- 2006–2011: Oben Ohne
- 2010: Schnell ermittelt – Niklas Herbst
- 2013: Bad Fucking
- 2013: Tom Turbo – Von 0 auf 111
- 2014: Spuren des Bösen – Schande (Fernsehreihe)
- 2015–2022: Vorstadtweiber (Fernsehserie)
- 2015: Tatort: Gier
- 2017: Die Chefin (Fernsehserie, eine Folge)
- 2022: Vienna Blood (Fernsehreihe)
- 2024: Sie sagt. Er sagt.

## Auszeichnungen
- 2023: Verleihung des Berufstitels Kammerschauspieler[3]